# Робовац
Робовац (алб. Ruboc) је насеље у општини Косовска Каменица, Косово и Метохија, Република Србија.
Село се у Турском катастарском попису помиње под истим именом.
Налази се на Робовачкој реци и код Робовачког језера. Не дели се на махале, већ на Село и Муаџере.
На месту Селиште су зидови са подрумима. Ту су били виноградски подруми и зато се ово место зове Винице. Код Големог Камена су рушевине старе цркве.Старо гробље су Срби напустили јер су га Албанци из села Бусовата скрнавили.
Њиве се зову Ђулбашча, Селиште, Стајина Нива и Ливађа. Шуме се зову Трлине, Ђуричка, Мали Камен и Големи Камен.
Родови у селу:
1. Јовићи (Аранђеловдан), старинци.
2. Тутићи или Мирковићи (Свети Никола), старином су из села Даждинце. Око 1810. године су се преселили у Клобукар, затим су живели у Одановцу и Братиловцу. Један део породице се око 1850. године преселио у Робовац као турске чифчије, а други део породице се преселио у село Фирићеје.
3. Петрићовци (Ђурђиц), старином су из Бујановца. Од крвне освете су побегли у Стрелицу. Тад су пали на крв Албанаца из Гминца јер су убили неког који је покушао да им отме девојку. Због тога су побегли у Прилепницу, где су били чифчије код Џинића који су их узели у заштиту. У Робовац су се доселили око 1790. године. Њихови рођаци Петрићовци живе и у Мигановцу.
4. Цвејини (Свети Никола), доселили се из Прилепнице око 1820. године.
5. Дошљаци (Свети Никола), досељени из Коретина после Цвејиних.
6. Штрци (Свети Никола), живели су у Божевцу где имају истоимене рођаке. После тога су живели у Мигановцу, у махали Чукарица, а 1900. године се преселили у Робовац као "доведени"(тј. као пасторци).
7. Жујанци (Свети Никола), доведени као пасторци око 1870. године из Фирићеје. Старина им је у Жуји, као и њиховим рођацима Жујанцима у Косовској Каменици.
8. Јовановићи (Аранђеловдан), од ванбрачног детета су и зато не знају своје порекло.
9. Реткоцер, Гајтан, Копран, Власе и Лозан су албански родови, а презимена су им по селима у јужној Србији у којима су живели.

## Становништво
| Демографија | Демографија | Демографија |
| Година      | Становника  | Становника  |
| ----------- | ----------- | ----------- |